# Альошкино (Гірськомарійський район)
Альо́шкино (рос. Алёшкино, марій. Пучанъял) — присілок у складі Гірськомарійського району Марій Ел, Росія. Входить до складу Червоноволзького сільського поселення.

## Населення
Населення — 134 особи (2010; 160 у 2002).
Національний склад (станом на 2002 рік):
- марі — 98 %